# Големба, Александр
Алекса́ндр Голе́мба (наст. имя и фам. Алекса́ндр Соломо́нович Рапопо́рт; 6 ноября 1922, Харьков — 2 июля 1979, Москва) — русский советский поэт, переводчик.

## Биография
В 1940 г. поступил в I Харьковский медицинский институт. С ноября 1941 г. по октябрь 1943 г. находился в эвакуации в Ижевске, обучение продолжал в местном медицинском институте. В 1946 г. окончил Первый московский медицинский институт. Работал врачом-лаборантом в Харьковском институте эпидемиологии и микробиологии, Институте пенициллина, Институте неврологии АМН СССР. С мая 1951 г. по декабрь 1952 г. проходил службу в армии (начмедпункта 395 ОСБ). Демобилизован по состоянию здоровья. С 1953 г. занимался исключительно литературной деятельностью. С 21 марта 1957 г. — член Союза писателей СССР.
Студентом вступил в литературное объединение при газете «Комсомольская правда» под руководством В. А. Луговского, в дальнейшем совместно с ним выполнил переводы трагедии «Магомет» Вольтера, поэм «Мир-дьявол» Х. де Эспронседы, «Май» К. Г. Махи, «Сталь, рождённая в степи» Т. Жарокова, «Твоя река» Х. Ергалиева, романа в стихах «Сердце Алтая» Д. Абилева. Псевдоним «Големба» (пол. golęba — голубка) взял по фамилии одного из родственников. Активно публиковался как переводчик поэзии, прозы и драматургии с 1948 года до конца жизни. Для серии «Жизнь замечательных людей» написал книгу об Антонио Грамши (1968). Как оригинальный поэт почти не печатался; представительное избранное из его обширного поэтического наследия увидело свет лишь в 2007 году.
В 1960—1970-х гг. жил в ЖСК «Советский писатель» (Красноармейская ул., д. 25). Жена — Мая Ахмедовна Смирнова-Мутушева (1924—2009), микробиолог.
Умер от осложнений после операции по поводу язвы желудка. Похоронен на Кунцевском кладбище.

## Избранные переводные работы

### Поэзия
- с английского — Т. Мур, П. Б. Шелли, У. Конгрив;
- с венгерского — А. Йожеф;
- с идиша — П. Маркиш, С. Галкин;
- с индонезийского — Амарзан Исмаил Хамид, Кусни Суланг, Марсиман Аффанди, Рисакотта Ф. Л., Ферди С., Иман Сутрисно;
- с испанского — Р. Дарио; П. Неруда;
- с литовского — Ю. Балтрушайтис, К. Борута, Ф. Кирша;
- с немецкого — В. фон дер Фогельвейде, И. В. Гёте, Г. Гейне, Э. Мёрике, Т. Фонтане, Й. Р. Бехер, Б. Брехт;
- с польского — Б. Лесьмян, Ю. Тувим, К. И. Галчинский;
- с румынского — Г. Александреску, А. Влахуцэ, Д. Кошбук, Т. Аргези, М. Бенюк;
- с французского — Ж.-Ж. Руссо, В. Гюго, Э. Верхарн, П. Элюар, Л. Арагон.

### Проза
- Цвейг С. Бальзак / С немецкого. М.: Молодая гвардия, 1961. — (Жизнь замечательных людей).
- Яструн М. Мицкевич / С польского. М.: Молодая гвардия, 1962. — (Жизнь замечательных людей).
- Уэллс Г. Дж. Кстати, о Долорес / С английского. М.: Правда, 1964.
- Потоцкий Я. Рукопись, найденная в Сарагосе / С французского. М.: Наука, 1968. — (Литературные памятники).
- Гофман Э. Т. А. Житейские воззрения кота Мурра / С немецкого. М.: Наука, 1972. — (Литературные памятники).
- Бодсворт Ф. Чужак с острова Барра / С английского. М.: Молодая гвардия, 1974.
- Иллеш Б. Обретение родины / С венгерского; совместно с А. Гершковичем. М.: Прогресс, 1976.
- Пашут Л. Рафаэль / С венгерского; совместно с А. Лидиным. М.: Искусство, 1981.

### Драматургия
- Брехт Б. Швейк во второй мировой войне / С немецкого; совместно с И. Фрадкиным. М.: Искусство, 1956.
- Хелтаи Е. Немой рыцарь / С венгерского; совместно с Б. Гейгером. М.: изд. Иностр. лит, 1959.
- Незвал В. Манон Леско / С чешского; совместно с Н. Николаевой. М.: изд. Иностр. лит, 1960.
- Кальдерон П. де. В тихом омуте / С испанского. М.: Искусство, 1963.
- Мольнар Ф. Чёрт / С венгерского; совместно с Е. Бочарниковой. М.: Искусство, 1967.